# The Matrix: Path of Neo
The Matrix: Path of Neo (с англ. — «Матрица: Путь Нео») — вторая компьютерная игра, основанная на трилогии фильмов «Матрица», и вторая разработанная Shiny Entertainment. Игроки имеют возможность взять под свой контроль самого Нео, отыгрывая известные сцены из фильма. Игра вышла 8 ноября 2005 года в Северной Америке. Соавторы и сценаристы игры — братья Вачовски.

## Игровой процесс

Уровень игры, имитирующий знаменитую сцену из первого фильма

На протяжении сорока двух уровней в игре восстанавливаются все основные сцены из всей трилогии «Матрица», а также присутствуют сцены, придуманные братьями Вачовски специально для игры.
В начале игры игрок управляет Томасом Андерсоном, который ещё не обладает сверхсилой. На протяжении игры персонаж будет постепенно получать новые способности и обучаться новым техникам боя. Часть этих умений составляют приёмы, использованные Нео в фильме, включая уклонение от пуль, остановка пуль и полёт. Кроме рукопашных приёмов, игрок может использовать пять видов оружия для уничтожения противника.
Во время игры игрок повстречает всех основных персонажей трилогии.
От уровня к уровню игроку показываются видеонарезки из фильмов, а также из «Аниматрицы» и из предыдущей игры Enter the Matrix.
Интересно, что братья Вачовски, режиссёры фильмов и авторы сценария, изменили конец игры, сказав, что окончание «Матрицы: Революции» для игры слишком нелепое. В результате после боя с Агентом Смитом, игрок должен сразить Мега Смита — гигантскую ожившую скульптуру, собранную из обломков зданий, автомобилей и прочих следов разрушения. В финальных титрах играет мелодия «We Are the Champions» группы «Queen»
Игра состоит из сорока миссий, 18 из которых связаны с фильмом «Матрица», 19 — с фильмом «Матрица: Перезагрузка» и 3 — с фильмом «Матрица: Революция».

Нео исполняет известный трюк — уклонение от пуль

## Саундтрек
В игре присутствует немного композиций, сочинённых Доном Дэвисом и Эриком Ландборгом. Вместо этого используются такие исполнители, как Juno Reactor, Junkie XL и The Crystal Method. Также туда входят несколько треков Dark New Day и Filter.

## Критика
| Сводный рейтинг    | Сводный рейтинг | Сводный рейтинг | Сводный рейтинг |
| Издание            | Оценка          | Оценка          | Оценка          |
| Издание            | PC              | PS2             | Xbox            |
| ------------------ | --------------- | --------------- | --------------- |
| GameRankings       | 64,10 %         | 70,52 %         | 72,23 %         |
| Metacritic         | 64/100          | 69/100          | 73/100          |
| Иноязычные издания |                 |                 |                 |
| Издание            | Оценка          | Оценка          | Оценка          |
| Издание            | PC              | PS2             | Xbox            |
| Edge               | N/A             | 5/10            | N/A             |
| EGM                | N/A             | 6,5/10          | 6,5/10          |
| Eurogamer          | N/A             | 7/10            | N/A             |
| Famitsu            | N/A             | 26/40           | N/A             |
| Game Informer      | N/A             | 7,25/10         | 7,25/10         |
| GamePro            | N/A             | [ 12 ]          | [ 12 ]          |
| GameSpot           | 6,8/10          | 7,3/10          | 7,3/10          |
| GameSpy            | N/A             | [ 15 ]          | [ 16 ]          |
| GameZone           | 6,7/10          | 7,9/10          | 8/10            |
| IGN                | 6,5/10          | 7,8/10          | 7,8/10          |
| OPM                | N/A             | [ 22 ]          | N/A             |
| OXM                | N/A             | N/A             | 7/10            |
| PC Gamer (US)      | 67 %            | N/A             | N/A             |
| CiN Weekly         | 81/100          | 81/100          | 81/100          |
| USA Today          | [ 26 ]          | [ 26 ]          | [ 26 ]          |

The Matrix: Path of Neo получила 64 % для версии PC, 70 % для версии PS2 и 72 % для версии Xbox. Критики отметили, что игра, вероятно, не понравится тем, кто не является поклонником «Матрицы». Жалобы на графику также являются обоснованными.
По мнению iXBT.com, игра получилась чуть лучше, чем Enter the Matrix, но всё равно имеет ряд существенных недостатков: недоработанную боевую систему, чрезвычайно некачественную визуализацию, неумелое использование технологий, отвратительное поведение камеры, забагованность, неудобное управление даже при наличии геймпада. Многочисленные видео-вставки беспорядочно смонтированы, в них говорят оригинальные актёры, но в игре озвучены другими, что даёт понять об экономии средств при производстве. Положительно воспринята только музыка.
«Игромания» выставила оценку 5,5 из 10 баллов. В обзоре говорится, что Shiny Entertainment после перехода в собственность Atari стала создавать провальные игры, с момента выхода Enter the Matrix все игровые издания советовали разработчику больше ничего не выпускать. Отмечено, что в Path of Neo, по большому счёту, нет собственного сюжета и повествование представляет собой лишь набор историй из жизни Избранного, расставленных в хронологическом порядке и скреплённых между собой нарезками кадров из фильмов. Геймплей неинтересен, а стрельба сравнивается с «Антикиллером». Положительно оценена боевая система, но с оговоркой, что использовать большое количество способностей негде и незачем, а управление ухудшает ситуацию — игроку приходится беспорядочно давить на все кнопки сразу. Особо критикуется несерьёзность подачи на примере с появлением пикселиризованных фигурок братьев Вачовски, которые «голосами Терренса и Филипа произносят примерно следующее: „Ну что, придурок, раз у тебя хватило терпения пройти эту игру, значит, хватит его и на то, чтобы завалить ещё одного супербосса. Ха-ха-ха!“. Делается вывод, что над „Матрицей“ тяготеет проклятие: это третья игра подряд с посредственным результатом».